# Свенд Норрільд
Інга Норрільд та Свенд Норрільд (дан. Norrild, Svend & Inga) — данські підпільники, які під час Другої світової війни брали активну участь у рятуванні євреїв, переслідуваних нацистським режимом. Подружжя діяло в межах Руху Опору в Данії, ризикуючи власним життям заради порятунку інших.

## Діяльність під час війни
Свенд Норрільд був учителем середньої школи. У роки німецької окупації Данії він відкрито виступав із критикою окупаційної влади, зокрема у формі лекцій. Разом зі своєю дружиною Інгою, він надавав допомогу євреям, які ховалися від переслідувань: подружжя організовувало безпечні будинки, забезпечувало харчування та сприяло втечі до Швеції.
Норрільди були активними членами Групи Лінгбю — підпільної мережі, що спеціалізувалася на евакуації євреїв через протоку до нейтральної Швеції. Завдяки зусиллям цієї групи вдалося врятувати 622 євреї.
Події того періоду описано в книзі «Жовтень 43-го» (Oktober 43), написаній вчителем і учасником Руху Опору Оаге Бертельсеном.
Однією з врятованих була Елла Коен (уроджена Катценштейн), яка згодом свідчила, що Інга та Свенд Норрільд допомогли врятувати всю її родину — батьків та 14 дітей.

## Визнання
За героїчні дії під час Голокосту 15 листопада 1995 року Інгу та Свенда Норрільд було вшановано почесним званням Праведників народів світу ізраїльським меморіальним центром Яд Вашем.

## Пам'ять
Імена Інги та Свенда Норрільд увічнені серед інших рятівників євреїв у Саду Праведників на території Яд Вашем у Єрусалимі.